# Тромбин
Тромбин (Активиран фактор II или ФIIa) е многофункционален ензим, серинова протеаза (EC номер: 3.4.21.5), участващ не само като водещ белтък в процесите на коагулация (съсирване на кръвта), но също така играещ ролята на медиатор в множество други физиологични и патофизиологични процеси като например ангиогенеза, туморна прогресия, метастазиране, както така и атерогенеза.

## Въведение
Тромбинът произхожда от протромбина – неговия плазма циркулиращ зимоген прекурсор. Двата белтъка са част от семейството на „Витамин К“-зависимите коагулационни протеази, които се характеризират с NH2(амино)-край, в който е локализиран т.нар. Gla домен, състоящ се от остатъци на γ (гама)-карбоксиглутаминова киселина.
Човешкият протромбин се синтезира главно в черния дроб. Редица автори обаче докладват за синтез на протромбин в ниски концентрации в мозъка, диафрагмата, стомаха, слезката, червата, както и в някои клетки на матката, плацентата и надбъбречната жлеза.

### Структура на молекулата
Протромбинът е едноверижна молекула, която има 2 специфични тройни примки, разположени в NH2-края, наречени „Крингъл“ (Kringle) домени. Наименованието произхожда от скандинавския сладкиш „крингъл“, който има подобна пространствена конфигурация. Тези домени от своя страна разделят този регион от молекулата на два полунезависими домена, наречени F1 и F2, играещи съществена роля при превръщането на протромбина в тромбин. Зрялата форма на молекулата на човешкия протромбин се състои от 4 различни домена:
1. Gla домен (остатъци от 1 до 40)
2. „Крингъл“ домен 1 (остатъци от 65 до 143)
3. „Крингъл“ домен 2 (остатъци от 170 до 248)
4. Прекурсор домен на сериновата протеаза (остатъци от 321 до 579), който също така е хомоложен на други членове от семейството на сериновите протеази.

## Генетика
Генът на протромбина е подробно изследван, дълъг е 21 килобази и се намира в 11-а хромозома (11p11-q12). Организиран е от 14 екзона и 13 интрона, които се транскрибират в т.нар. пре-пропептид, съдържащ 622 аминокиселини. Зрялата молекула, състояща се от 579 аминокиселини, съдържа 10 Gla домена и 3 места за аспарагин-свързано гликозилиране.
Молекулната маса (Мr) на протромбина възлиза на приблизително 72 000 gmol-1, докато тази на тромбина е 36 000 gmol-1.

### Мутации
Загубата на функция на протромбина в резултат на мутации в неговия ген (поради нонсенс, сплайсинг, регулаторни мутации, малки делеции и инсерции) води до т.нар. хеморагични диатези. Честотата на протромбиновата недостатъчност варира приблизително от 1:1 000 000 до 1:2 000 000, като не са открити случаи на тотална фактор II недостатъчност.
Изучени са приблизително 50 различни мутации, някои от които се асоциират с различни патологични състояния. Пример за това е т.нар. полиморфизъм „20210G to A“. Първоначално е бил открит при пробанди с ясна (лична/семейна) анамнеза за венозна тромбоза и е бил асоцииран с леко повишени нива на протромбин. Проведени са множество епидемиологични изследвания, които допълнително потвърждават тромбогенната му роля, но механизмът, по който причинява тромбоза остава неясен.
Тромбин Quick I е друг генетичен дефект, който се характеризира със замяната на аминокиселината аргинин с цистеин на 382 позиция. Тромбин Quick I има почти нормална активност с тромбин-специфичните нискомолекулярни субстрати, докато заедно с фибриноген показва 100 пъти по-ниска активност, отколкото тази наблюдавана с тромбин.

## Физиология

### Протромбинова активация и образуване на тромбин
Фактор Xa превръща протромбина (Фактор II) в тромбин чрез ензимно разцепването на 2 пептидни връзки в зимогена. Активацията на фактор II се ускорява от сформирането на т.нар. протромбиназен комплекс, между вече активираната серинова протеаза фактор Ха и фактор Va, подпомогнати от присъствието на тромбоцити (осигуряващи фосфолипидна повърхност, върху която да протече реакцията) и кациеви йони от кръвта.
Цялата система от активатори има способността да трансформира протромбина в тромбин 300 000 пъти по-бързо, отколкото фактор Xa и калциевите йони заедно. Фосфолипидите и фактор Va могат да активират процеса самостоятелно, но проявяват синергичен ефект, само когато са в комплекс с калциевите йони и фактор Xa.
След синтезирането на протромбина в черния дроб, той бива постранслационно модифициран чрез витамин К-зависима реакция, в която 10 от неговите глутаминови киселини (Glu) се превръщат в γ-карбоксиглутаминови киселини (Gla). Протромбинът и фактор Xa, състоящи се от тези Gla остатъци, имат способността да взаимодействат с калций. Активацията, сама по себе си, протича когато калциевите йони се свържат с Gla домените на тези два фактора, което от своя страна води до изменение в конформацията на техните молекулите, така че създава условие за взаимодействието им с мембранната повърхност, представена от фосфолипидите инвитро, или тромбоцитите ин виво. Смята се, че агрегиращите тромбоцити, в зони на действаща хемостаза, осигуряват повърхността, върху която да протече протромбиновата активация. Активацията на фактор X от фактор IXa и неговия кофактор VIIIa водят до подобен механизъм на протромбинова активация, който по подобен начин е медииран от тромбоцитите ин виво.
Недостатъчност на витамин К в организма или системно прилагане на антикоагуланти (Warfarin) потиска образуването на Gla киселинни остатъци при витамин К-зависимите серинови протеази, което води до забавяне на активацията на коагулационната каскада.
| #  | Пречистени компоненти                                 | Относителна степен на тромбинова генерация | Време       |
| -- | ----------------------------------------------------- | ------------------------------------------ | ----------- |
| 1. | Протромбин, фактор Xa, Ca2+                           | 1                                          | ~35 дни     |
| 2. | Протромбин, фактор Xa, фосфолипиди, Ca2+              | 50                                         | ~17 часа    |
| 3. | Протромбин, фактор Xa, фактор Va, Ca2+                | 350                                        | ~2,4 часа   |
| 4. | Протромбин*, фактор Xa*, фактор Va, фосфолипиди, Ca2+ | <1000                                      | >50 минути  |
| 5. | Протромбин, фактор Xa, фактор Va, фосфолипиди, Ca2+   | <19000                                     | >2,5 минути |
| 6. | Протромбин, фактор Xa, фактор Va, тромбоцити, Ca2+    | <300000                                    | >10 секунди |

### Прокоагулантни функции на тромбина
Прокоагулантните функции на тромбина се характеризират с превръщането на фибриногена в активна форма, от която се синтезира фибрин. Тромбинът активира също така фактор XI, фактор V, фактор VIII и фактор XIII. Фактор XIII е трансглутаминаза, която катализира формирането на ковалентни връзки между лизиновите и глутаминовите остатъци в молекулата на фибрина. По този начин се увеличава стабилността на фибриновия тромб (съсирек).

### Ефект на тромбина върху тромбоцитите
Човешките тромбицити обикновено циркулират в латентно състояние в кръвта. Наличието на ендотелен клетъчен слой предотвратява преждевременната им активация, осъществявайки своите инхибиращи ефекти, чрез синтеза на вещества като простагландин I2 (PGI2), азотен оксид (NO), както и чрез ограничаване на акумулацията на тромбоцитни агонисти по вътрешния слой на кръвоносния съд (интима). Когато тези защитни бариери бъдат преодолени и компрометирани, тромбоцитите биват активирани. Това би могло да се случи например след травма или при руптура на атеросклеротична плака.
Тромбинът играе значима роля в активацията на тромбоцитите, така както и в процеса на формиране на фибринов съсирек. Добавен към човешки тромбоцити инвитро, тромбинът индуцира промяна в тяхната форма, агрегация (слепване) и стимулира секретирането на редица тромбоцитни компоненти от складиращи им гранули. Механизмът не е напълно изяснен, въпреки че през 1990 бе направена голяма крачка с откриването на G-протеин свързаните рецептор (GPCR), които могат да бъдат протеолитично активирани от тромбина.
Тромбинът активира т.нар. протеаза активирани рецептори (PARs), подсемейство на GPCR, и по специално двата рецептора PAR-1 и PAR-4, локализирани върху тромбицитната мембранна повърхност, което в крайна сметка води до активация на тромбоцитите.

### Антикоагулантни функции на тромбина
Тромбинът се свързва с тромбомодулина в комплекс, който от своя страна се залавя за ендотелния протеин C рецептор (EPCR), експресиран върху ендотела. Това води до ускорение на активацията на протеин "C" (PC) и превръщането му в активиран протеин C (APC). Активираният протеин C, заедно със свободния протеин S, водят до инактивацията на прокоагулантните фактори Va и VIIIa. Този механизъм се нарича антикоагулантен път на протеин C.

## Роля на тромбина в патофизиологията на някои заболявания
Активацията на протромбина е решаваща за физиологичната и патофизиологичната коагулация. Описани са редица редки заболявания като например хипопротромбинемията и хиперпротромбинемията. Последната се свързва с мутацията в протромбиновия ген – полиморфизма „20210G to A“.
Сформирането на антитромбинови антитела, свързващи се впоследствие с фосфолипиди върху клетъчната мемрана, се счита за фактор асоцииран с образуването на т.нар. лупусен антикоагулант (лупусно антитяло (LA)). Тези автоантитела са характерни за автоимунното заболяване наречено антифосфолипиден синдром. Лупусните антитела биха могли да компрометират кръвосъсирващата фунция на кръвта. Парадоксално, лупусните антитела се считат за рисков фактор за тромбоза.
Тромбинът е мощен клетъчен медиатор и множество автори обсъждат възможността за участието му в процесите на туморна прогресия, метастазиране, но дори и в прогресията на сърдечно-съдовите заболявания.

## Биотехнологии
Поради високата си протеолитична специфичност, тромбинът е ценен биохимичен инструмент. Мястото на разцепване с последователност Leu-Val-Pro-Arg-Gly-Ser го прави много подходящ за употреба при производството на рекомбинантни белтъци. След пречистване на синтезирания конструкт, тромбинът може селективно да бъде разцепен между аргининовия и глициновия остатък, като ефективно бъде премахнат пречистващия край от желания за синтезиране краен протеин, при това с много висока степен на специфичност.

## Фармакология
Съществуват няколко препарата за коригиране на протромбинова недостатъчност (най-често вследствие на предходна терапия) – Концентрат на протромбиновия комплекс (PCC) и прясна замразена плазма. Индикации за лечение са най-често трудно контрулируеми хеморагии вследствие на лечение с Warfarin. PCC е комбинация от серинови коагулационни протеази като фактор II, VII, IX и X. Препаратът има противоположен ефект на този на витамин К антагонистите и се използва в случаи на значително кървене, при пациенти с коагулопатия (INR > 8.0, удължено протромбиново време, повишен D-димер) – например хеморагия от гастроинтестиналния тракт.
Въздействието върху протромбиновите нива е таргетен механизъм на някои антикоагуланти. Warfarin-ът и други подобни от групата на витамин К антагонистите, имат способността да потискат витамин К-зависимото карбоксилиране на някои коагулационни протеази, включително в това число и протромбина.
Хепаринът и неговите деривати имат способността да увеличават афинитета на антитромбина към тромбина и фактор Xa, като по този начин осъществяват антикоагулантното си действие.
Друг тип антикоагуланти са т.нар. директни тромбинови инхибитори.. Има няколко познати препарата от тази група – напр. Argatroban, Lepirudin, Bivalirudin, and Dabigatran. Препаратът Ximelagatran (Exanta) от същата група лекарства е напълно изтеглен от пазара през февруари 2006, след като през септември 2004 Агенцията по храни и лекарства на САЩ (FDA) отхвърли одобрението му поради множество случаи на тежки чернодробни увреди и сърдечни удари.